# Veillonella caviae
Veillonella caviae è una specie di batterio appartenente alla famiglia delle Acidaminococcaceae.